# دائرة المنصورة (ولاية برج بوعريريج)
دائرة المنصورة هي إحدى دوائر ولاية برج بوعريريج الجزائرية.

## مواضيع ذات صلة
- دوائر ولاية برج بوعريريج